# The Collection (Legs Diamond)
The Collection è un album raccolta (box set) dei Legs Diamond, pubblicato nel 2003 per l'etichetta discografica Zoom Club Records.

## Tracce

### CD 1: Legs Diamond
1. It's Not The Music
2. Stage Fright
3. Satin Peacock
4. Rock And Roll Man
5. Deadly Dancer
6. Rat Race
7. Can't Find Love
8. Come With Me

### CD 2: A Diamond Is a Hard Rock
1. Diamond Is a Hard Rock – 3:16 (Prince, Sanford)
2. Waiting – 4:54 (Romeo)
3. Long Shot – 3:31 (Prince)
4. Woman – 6:41 (Diamond, Romeo, Sanford)
5. Jailbait – 3:20 (Diamond, Sanford)
6. I Think I Got It – 2:51 (Romeo)
7. Evil – 5:21 (Prince, Romeo)
8. Live a Little – 3:26 (Prince, Romeo)
9. Flyin' Too High – 3:32 (Romeo)
10. High School Queen (Original Version) – 2:27 (Legs Diamond)

### CD 3: Fire Power
1. The Underworld King – 3:39 (Diamond, Romeo)
2. More Than Meets the Eye – 2:59 (Patto) – Boxer Cover
3. You've Lost That Lovin' Feelin' – 3:33 (Mann, Spector, Weil) – The Righteous Brothers Cover
4. Remember My Name – 4:36 (Romeo)
5. Chicago – 3:05 (Diamond, Romeo)
6. Midnight Lady – 3:42 (Diamond, Prince)
7. Help Wanted – 3:30 (Bond)
8. Come With Me – 4:08 (Romeo)
9. Tragedy – 3:25 (Diamond, Romeo)
10. Man at the Top – 3:53 (Prince)
11. Teaser – 4:43 (Bolin, Cook) – Tommy Bolin Cover
12. It Takes More Than Soul (To Rock and Roll) – 3:00 (Diamond, Prince)

### CD 4: Uncut Diamond
1. Winds of Fortune – 3:43
2. Between the Legs – 5:43
3. House on Fire – 2:59
4. High School Queen – 2:46
5. Symptoms of Passion – 3:33
6. Dance Hall Gigolo – 3:31
7. Shell of a Man – 3:59
8. Fight for It – 2:45
9. Hidin' – 3:21
10. Gamblin' on You – 3:01
11. My Own Game – 3:42
12. Urban Desperado – 4:07
13. Card Shark – 3:24
14. Smother Me – 3:24

## Formazione
- Rick Sanford - voce, flauto
- Roger Romeo - chitarra solista, cori
- Mike Prince - chitarra ritmica, tastiere
- Michael Diamond - basso, cori
- Jeff Poole - batteria, cori